# Gustave Oliver Lannes de Montebello

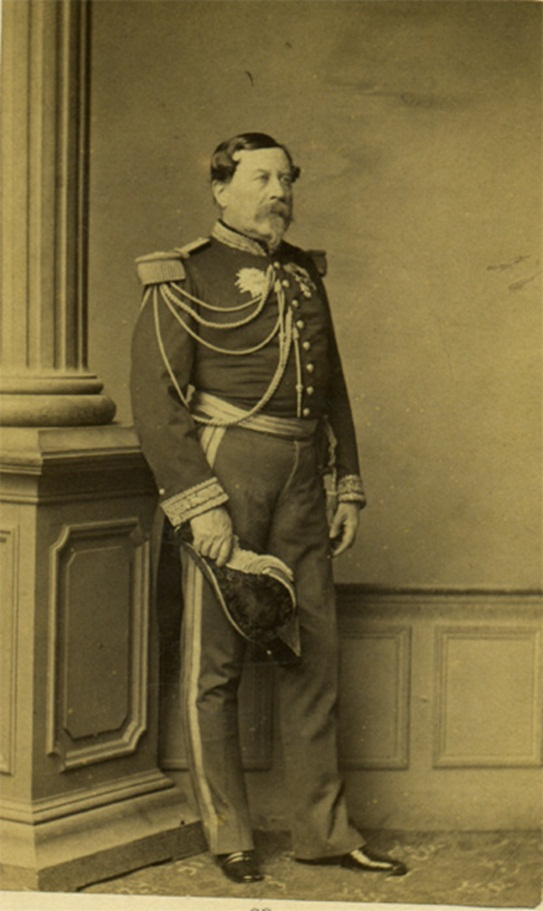
Gustave Olivier Lannes de Montebello

Gustave-Olivier Lannes, comte de Montebello (* 4. Dezember 1804 in Paris; † 29. August 1875 in Blosseville) war ein französischer General.
Gustave, ein jüngerer Sohn des Marschalls Jean Lannes aus der Ehe mit Louise-Antoinette de Guéheneuc, diente von 1830 bis 1840 als Kavallerieoffizier in Algerien, nahm 1831 am polnischen Insurrektionskrieg teil, wurde nach dem Staatsstreich 1851 französischer Brigadegeneral und Adjutant Napoleons III.
1855 wurde er Divisionsgeneral und 1862, nachdem er schon 1861 eine außerordentliche Gesandtschaft an den Papst ausgeführt hatte, Oberbefehlshaber der französischen Truppen in Rom. 1867 wurde er zum Senator ernannt, trat aber 1869 in den Ruhestand und starb am 29. August 1875 auf Schloss Blosseville bei Le Havre.